# 木村涼香 (声優)
木村 涼香（きむら すずか、8月1日 - ）は、日本の声優、舞台女優。神奈川県鎌倉市出身。声優としてはプロダクション・エース所属。舞台女優としてはチリアクターズ所属。

## 略歴
プロダクション・エース演技研究所出身。『会いたい』の警察無線役で声優デビュー。

## 人物
趣味・特技には作曲、フルート、パーカッション、歌、料理をそれぞれ挙げている。
アニメが大好きだったことをきっかけに声優を目指す。アニメよりも外国映画が自身に合うようになり、外国映画の吹き替えを中心に活動している。
劇団公演では劇中歌等の作曲を手掛けるが、まれにライブ出演をすることもある。

## 出演
太字はメインキャラクター。

### テレビアニメ
2014年
- 棺姫のチャイカ AVENGING BATTLE（宿屋の女）

2018年
- レイトン ミステリー探偵社 〜カトリーのナゾトキファイル〜（エレン）
- はるかなレシーブ（司会、アナウンス）

2019年
- 真夜中のオカルト公務員（アナウンサー）
- GO!GO!アトム
- ACTORS -Songs Connection-（猫）

2020年
- ストライクウィッチーズ ROAD to BERLIN（女医）

2021年
- ましろのおと（宮田しづか）

2024年
- 義妹生活（キャスター）
- かつて魔法少女と悪は敵対していた。（母）
- 妻、小学生になる。（田中）

### Webアニメ
- 終末のワルキューレ（2021年）

### ゲーム
2015年
- Fallout 4
- レインボーシックス シージ

2016年
- ウォッチドッグス2
- 黄金爆走デコトラ★プリンセス（阿国）
- コール オブ デューティ インフィニット・ウォーフェア

2017年
- Prey（女主人公 / モーガン・ユウ）
- フォーオナー（コンカラー〈女〉）

2022年
- モンスターストライク（スピリタス）

2024年
- デッドライジング デラックスリマスター

### 吹き替え

#### 映画
- アーミー・オブ・ザ・デッド
- アイデア・オブ・ユー 〜大人の愛が叶うまで〜（クレア〈メグ・ミリッジ〉）
- 愛の行方（クローデット）
- 悪魔はいつもそこに（ヘレン・ハットン〈ミア・ワシコウスカ〉）
- フリーダ（クリスティナ・カーロ〈ミア・マエストロ〉）※Netflix版
- マーターズ（エレノア）
- 皆殺しの流儀（英語版）（リジー・デヴィス〈リセット・アンソニー（英語版）〉）
- テイキング・オブ・デボラ・ローガン
- 新エイリアン 最終繁殖（サマー）
- ディープ・インパクト2016（ジェンキンズ）
- トランボ ハリウッドに最も嫌われた男
- ラ・ラ・ランド（リンダ）
- ジオストーム（アディサ〈アデペロ・オデュイエ（英語版）〉[8]）
- 沈黙の終焉（ジェシカ・トンプソン〈ミーガン・ブラウン〉）
- オンネリとアンネリのふゆ（プクティーナ〈キティ・コッコネン〉）
- ジョーカー（シャーリー[9]）
- エクストリーム・ジョブ（チャン刑事〈イ・ハニ〉[10]）
- 悪魔はいつもそこに（ヘレン・ハットン〈ミア・ワシコウスカ〉）
- 魔女がいっぱい（サマンサ〈アナ＝マリア・マスケル〉[11]）
- アーミー・オブ・ザ・デッド（花嫁〈チェルシー・エドマンドソン〉[12]）
- トゥモロー・ウォー（チェルシー〈パイパー・コリンズ〉[13]）
- マーベル・シネマティック・ユニバース
  - エターナルズ（女性リポーター1[14]）
  - ドクター・ストレンジ/マルチバース・オブ・マッドネス（アマリア[15]）
  - ソー:ラブ&サンダー（女の声2[16]）
  - アントマン&ワスプ:クアントマニア（巻き毛の女性[17]）
- THE BATMAN-ザ・バットマン-[18]
- アムステルダム（イルマ・セントクレア〈ゾーイ・サルダナ〉[19]）
- 幸せへのまわり道（ベティ・アバーリン〈マディ・コーマン〉）
- ブラックアダム[20]
- シング・フォー・ミー、ライル[21]
- ビートルジュース ビートルジュース（ジェレミーの母[22]）
- Smile スマイル（ホリー〈ジリアン・レイサー〉）
- アイデア・オブ・ユー 〜大人の愛が叶うまで〜（クレア〈メグ・ミリッジ〉）
- マレガオンのスーパーボーイズ〜夢は映画と共に〜

#### ドラマ
- 会いたい（警官無線 他[3]）
- 愛の不時着（ミョンウン〈チャン・ヘジン〉[23]）
- インコーポレイテッド（英語版）
- ウォーキング・デッド（ジュディス、マグナ）
- オーメン
- カウンターパート/暗躍する分身
- グッド・プレイス
- グッド・ワイフ
- ジ・アメリカンズ
- シカゴ P.D.（ジェリービーン 他）
  - シカゴ・ファイア シーズン3（チリ）
- ジェーン・ザ・ヴァージン
- CSI:サイバー
- スキャンダル 託された秘密 シーズン5
- ダイナスティ（モニカ・コルビー〈ウェイキーマ・ホリス〉）
- タイムレス
- THIS IS US/ディス・イズ・アス
- ナイトシフト 真夜中の救命医 シーズン3
- 病院船 〜ずっと君のそばに〜（ピョ・ゴウン〈チョン・ギョンスン〉）※テレビ東京版
- ファルコン&ウィンター・ソルジャー
- HOMELAND
- ミズ・マーベル

#### アニメ
- おさるのジョージ
- ミクセル
- ウッディー・ウッドペッカー（ベロニカ・バザード）
- ワールド・オブ・ウィンクス（英語版）
- サハラ
- 絵文字の国のジーン
- ビッグマウス（ミッシー）
- ミラベルと魔法だらけの家（オズマ[24]）
- ギレルモ・デル・トロのピノッキオ[25]
- 長ぐつをはいたネコと9つの命[26]

### 舞台
- TAKinKAAT「踏切があがるとき」（2013年5月3日 - 5日、神奈川芸術劇場・大スタジオ）[27]
- 青少年のための芝居塾 「タイガー・リリィと不思議な羽根」（2014年8月15日 - 17日、神奈川県立青少年センター）[28]
- 劇団やぶさか「雪の女王 / グレイシア」（2015年1月17日 - 25日、黄金町 高架下スタジオ Site-D 集会場）[29]
- 劇団やぶさか「土竜とアポロン」（2016年12月19日 - 21日、STスポット横浜）[30]
- 神奈川県演劇連盟プロデュース 平成生まれの神奈川合同公演「アンダー・ザ・ロウズ」（2016年4月28日 - 5月1日、神奈川芸術劇場・大スタジオ）[31]
- 森かおりSpecial Event Program 2016 「"3rd Place"ACT6」（2016年11月2日、池袋 LIVE INN ROSA）[32]
- ippo Special Event 2017 積小為大 act.15 ～クローバー～（2017年3月10日、池袋 LIVE INN ROSA）[33]
- 森かおり Presents ACOUSTIC　MUSEUM 2017 #1（2017年6月19日、池袋 LIVE INN ROSA）[34]
- サラサとルルジ（2017年12月25日）[35]